# Церамбікоїдні
Церамбіко́їдні (Cerambycoidea) — надродина ряду твердокрилих, яка включає понад 25 000 видів, що розподілені між чотирма родинами. Основною і найбільшою родиною є вусачі, а інші три родини (Дистениїди, Веспериди та Оксипельтиди) є надзвичайно малими — включають до 300 видів. Окремі вчені виділяють також родину Анопльодерматиди, проте вона — в ранзі підродини — найчастіше належить до Весперид. Надродина Церамбікоїдні є близько спорідненою із надродиною Хризомелоїдні, куди її раніше зараховували.